# Chistes de viola
Los chistes de viola son chistes que están dirigidos a violas y violistas. Se considera que han aparecido por el estereotipo de que la viola es un instrumento de segunda categoría con respecto al violín.

## Origen histórico
Se cree que se originaron en el siglo XVIII. Las violas en ese momento se usaban principalmente para interpretar partes relativamente fáciles y como acompañamiento, más que como instrumentos solistas; por lo que los violistas eran generalmente mal pagados y tenían una menor posición social.

Se cree que una anécdota de Italia a principios de 1700 fue el origen de muchos chistes de viola:
El violinista Francesco Geminiani llegó a Londres en 1714, uno de los muchos músicos expatriados que se instalaron en Inglaterra a finales del siglo XVII y principios del XVIII... Cuando era joven, Geminiani fue nombrado director de la orquesta en Nápoles, donde, según el historiador musical inglés Charles Burney, era "un tiempista tan salvaje e inestable que, en lugar de regular y dirigir la banda, la confundió", y fue degradado a tocar la viola.
Los chistes de viola toman muchas formas diferentes, algunas solo comprensibles para los músicos y aquellos familiarizados con los términos musicales, otras que no requieren conocimientos musicales especializados. Algunos chistes se burlan de la viola misma mientras que otros se burlan de los violistas, mientras que algunos chistes van en la dirección opuesta: chistes sobre músicos que cuentan chistes de viola.

## Ejemplos de chistes
—Pregunta: ¿Por qué los chistes de viola son tan cortos?

—Respuesta: Para que los violinistas no pierdan interés.
—Pregunta: ¿Cuál es la diferencia entre una viola y un trampolín?

—Respuesta: Te quitas los zapatos antes de saltar sobre el trampolín.